# 王巨孝
王巨孝（？—1874年），河南省歸德府商邱縣（今河南省商邱縣）人，清朝軍事將領，同武進士出身。
道光二十一年（1841年），登辛丑恩科三甲武進士，授直隸督標右營守備。道光二十九年（1849年），授正定鎮龍泉營都司。咸豐三年（1853年），任山東高唐營遊擊。次年升濟南營參將。咸豐十年，任山西蒲州協副將。同治七年（1868年），任山西太原鎮總兵官。同治十年（1871年），授提督銜。